# Samtgemeinde Jesteburg
La comunità amministrativa di Jesteburg (Samtgemeinde Jesteburg) si trova nel circondario di Harburg nella Bassa Sassonia, in Germania.

## Suddivisione
Comprende 3 comuni:
1. Bendestorf
2. Harmstorf
3. Jesteburg

Il capoluogo è Jesteburg.